# Marília Pêra
Marília Soares Pêra, née le 22 janvier 1943 à Rio de Janeiro, morte le 5 décembre 2015  dans la même ville, est une actrice brésilienne, qui a commencé à monter sur scène à 4 ans. Saluée comme « une des meilleures actrices des années 1980 » par Pauline Kael, Marília Pêra a remporté de nombreux prix, dont ceux de la meilleure actrice décerné par la National Society of Film Critics, en 1982, ainsi qu'en 1987 au Festival du film de Gramado et en 1991 au Festival international du film de Carthagène.

## Biographie
Pêra est la fille des comédiens Manuel Péra et Dinorah Marzullo. Une de ses sœurs est comédienne également, ainsi que trois de ses enfants, l'acteur Ricardo Mello Graça, et les actrices Esperança Motta et Nina Morena.

Marília Pêra, 1970.

Elle débute à 4 ans comme figurante dans Médée, un montage réalisé par une comédienne, Henriette Michonneau, une française arrivée au Brésil en 1941 avec Louis Jouvet pour une tournée et qui y resta. Marília Pêra poursuit, de 14 à 21 ans, comme danseuse et se produit dans des comédies musicales, notamment dans Minha querida lady de Lerner et Loewe en 1962, puis au théâtre. À la fin des années 1960, elle joue également dans la pièce de Chico Buarque, Roda Viva, qui devient un symbole de la résistance à la dictature militaire. En juillet 1968, en réaction aux représentations, un groupe d'extrême-droite, le Comando de Caça aos Comunistas (Chasse aux communistes) envahit le théâtre Galpão de São Paulo où la pièce est à l'affiche, attaquant les artistes et détruisant la scène. Marília Pêra est prise à partie, déshabillée et chassée dans la rue,.
En 1982, elle devient la première Sud-Américaine jamais honorée en Amérique du Nord en recueillant le prix de la meilleure actrice, de la National Society of Film Critics, pour son rôle dans Pixote, la loi du plus faible. Ce film consacré à l'enfance abandonnée dans son pays, est habité d'une terreur sourde, et pose un regard sans complaisance sur une réalité sociale. Elle y joue le rôle d'une prostituée, Sueli, et intervient dans quelques-unes des scènes qui ont marqué les spectateurs, tel ce moment troublant où elle donne le sein à Pixote, le délinquant, l'enfant perdu des rues, âgé d'une dizaine d'années,. Le film est diffusé dans 60 pays. Il est vu par huit millions de spectateurs, donnant à Marilia Pêra une notoriété internationale et lui apportant la reconnaissance de critiques cinématographiques américains aussi influents que Pauline Kael.
Elle devient l'une des actrices brésiliennes les plus sollicitées et les plus récompensées, alliant «le piquant de Liza Minnelli et une belle force dramatique». Elle est ainsi amenée en 1984 à jouer le rôle principal d'un film américain de Paul Morrissey, Mixed Blood. En 1987, son interprétation dans le film de Wilson Barros, Anjos da Noite, lui vaut d'être récompensée au festival du film de Gramado, où elle a déjà été honorée en 1983 pour son rôle dans Bar Esperança d'Hugo Carvana. Elle apparaît dans de nombreux films et dans plus de 30 telenovelas.
En 1989, elle soutient publiquement le candidat à la présidence du Brésil, Fernando Collor de Mello, opposé à Lula, dans la première élection présidentielle démocratique organisée au Brésil depuis 29 ans. Ce soutien au candidat conservateur, contre le candidat de la gauche, lui vaut des critiques, et surprend une partie du public, après son engagement dans les années 1960 contre les militaires. Mais dans ce choix, elle reste conforme à la ligne qu'elle s'est fixée : être libre. La politique culturelle de ce Fernando Collor de Mello se révèlera très peu favorable au cinéma brésilien. Elle meurt le 5 décembre 2015 à Rio de Janeiro d'un cancer du poumon.

## Récompenses
| Année | Organisation                              | Catégorie                             | Film                | Pays       | Résultat |
| ----- | ----------------------------------------- | ------------------------------------- | ------------------- | ---------- | -------- |
| 1981  | New York Film Critics Circle              | Meilleure actrice                     | Pixote              | États-Unis | 2e place |
| 1982  | National Society of Film Critics Awards   | Meilleure actrice                     | Pixote              | États-Unis | Lauréate |
| 1982  | Boston Society of Film Critics Awards     | Meilleure actrice                     | Pixote              | États-Unis | Lauréate |
| 1983  | Gramado Film Festival                     | Meilleure actrice                     | Bar Esperança       | Brésil     | Lauréate |
| 1983  | Associação Paulista de Críticos de Artes  | Meilleure actrice                     | Quem Ama Não Mata   | Brésil     | Lauréate |
| 1984  | Associação Paulista de Críticos de Artes  | Meilleure actrice                     | Bar Esperança       | Brésil     | Lauréate |
| 1987  | Gramado Film Festival                     | Meilleure actrice                     | Anjos da Noite      | Brésil     | Lauréate |
| 1988  | Troféu Imprensa                           | Meilleure actrice                     | Brega & Chique      | Brésil     | Lauréate |
| 1988  | Associação Paulista de Críticos de Artes  | Meilleure actrice                     | Brega & Chique      | Brésil     | Lauréate |
| 1991  | Cartagena Film Festival                   | Meilleure actrice                     | Dias Melhores Virão | Colombie   | Lauréate |
| 1991  | Associação Paulista dos Críticos de Artes | Meilleure actrice                     | Dias Melhores Virão | Brésil     | Lauréate |
| 1997  | Associação Paulista dos Críticos de Artes | Meilleur second rôle féminin          | Tieta do Agreste    | Brésil     | Lauréate |
| 2000  | Cinema Brazil Grand Prize                 | Meilleure actrice                     | O Viajante          | Brésil     | Lauréate |
| 2001  | Prêmio Qualidade Brasil                   | Meilleure actrice en mention spéciale | Os Maias            | Brésil     | Nommée   |
| 2005  | Prêmio Contigo! de TV                     | Meilleur second rôle féminin          | Começar de Novo     | Brésil     | Nommée   |
| 2006  | Prêmio Qualidade Brasil                   | Meilleure actrice de télévision       | JK                  | Brésil     | Nommée   |
| 2007  | Miami Brazilian Film Festival             | Meilleure actrice                     | Polaróides Urbanas  | États-Unis | Lauréate |
| 2007  | Prêmio Contigo! de TV                     | Best Supporting Actress               | Cobras & Lagartos   | Brésil     | Nommée   |
| 2008  | Prêmio Contigo! de Cinema                 | Meilleure actrice                     | Polaróides Urbanas  | Brésil     | Nommée   |
| 2008  | Prêmio Contigo! de TV                     | meilleur second rôle féminin          | Duas Caras          | Brésil     | Lauréate |

## Filmographie

### Cinéma
- 1968 - O Homem Que Comprou o Mundo ... Rosinha
- 1970 - É Simonal
- 1974 - O Donzelo
- 1975 - O Rei da Noite ... Pupe
- 1975 - Ana, a Libertina
- 1978 - O Grande Desbum...
- 1981 - Pixote: A Lei do Mais Fraco ... Sueli
- 1983 - Bar Esperança ... Ana
- 1984 - Plunct, Plact, Zuuum II ... Fabiano's mother
- 1984 - Mixed Blood ... Rita La Punta
- 1987 - Anjos da Noite ... Marta Brum
- 1990 - Dias Melhores Virão ... Maryalva 'Mary' Matos
- 1995 - Jenipapo ... Renata
- 1996 - Tieta do Agreste ... Perpétua
- 1998 - Central do Brasil ... Irene
- 1999 - O Viajante ... Ana Lara
- 2001 - Amélia ... Amélia
- 2002 - Seja o Que Deus Quiser ... Dona Fernanda
- 2003 - Garrincha - Estrela Solitária ... Vanderléia
- 2006 - Acredite, um Espírito Baixou em Mim ... D. Graça
- 2006 - Living the Dream ... Vanessa
- 2006 - Vestido de Noiva ... Madame Clessy
- 2008 - Polaróides Urbanas ... Magda / Magali
- 2008 - Nossa Vida Não Cabe Num Opala ...
- 2008 - Xuxa e as Noviças ... Irmã Gardênia
- 2009 - Embarque Imediato ... Justina / Gilda

### Telénovelas
- 1965 - Rosinha do Sobrado ... Rosinha
- 1965 - A Moreninha ... Carolina
- 1965 - Padre Tião ...
- 1966 - Um Rosto de Mulher ...
- 1968 - Beto Rockfeller ... Manoela
- 1968 - O Homem Que Comprou o Mundo ... Rosinha
- 1969 - Super Plá ... Joana Martini
- 1971 - O Cafona ... Shirley Sexy
- 1972 - Bandeira 2 ... Noeli
- 1972 - Uma Rosa Com Amor ... Serafina Rosa Petrone
- 1974 - Supermanoela ... Manoela
- 1976 - Planeta dos Homens ...
- 1979 - Malu Mulher
- 1987 - Brega & Chique ... Rafaela Alvaray
- 1989 - Top Model ... Maryalva 'Mary' Matos
- 1990 - Rainha da Sucata ... dans son propre rôle
- 1990 - Lua Cheia de Amor ... Genuína 'Genu' Miranda
- 1996 - O Campeão ... Elizabeth Caldeira
- 1997 - Mandacaru ... Isadora
- 1998 - Meu Bem Querer ... Custódia Alves Serrão
- 2000 - Brava Gente ... Amélia
- 2004 - Começar de Novo ... Janis Doidona
- 2006 - Cobras & Lagartos ... Milu Montini
- 2007 - Duas Caras ... Gioconda
- 2011 - Aquele Beijo ... Maruschka Lemos de Sá

### Séries et mini-séries
- 1982 - Quem Ama Não Mata ... Alice
- 1988 - O Primo Basílio ... Juliana Couceiro Tavira
- 1994 - Incidente em Antares ... Erotildes
- 2001 - Os Maias ... Maria Monforte
- 2006 - JK ... Sara Kubitschek
- 2007 - Toma Lá, Dá Cá ... Ivone
- 2008 - Casos e Acasos ... Sônia
- 2010 - A Vida Alheia ... Catarina Faissol
- 2012 - Louco Por Elas ... Madame Vivi
- 2013 - Pé na Cova ... Darlene

## Théâtre
- 1948 - Medéia
- 1948 - Frenesi
- 1948 - O casaco encantado
- 1960 - Terra seca
- 1960 - O rei mentiroso
- 1961 - Espanta gato (em Portugal)
- 1960 - Divorciados (em Portugal)
- 1960 - Society em baby doll (Brasil e Portugal)
- 1961 - Minha querida lady
- 1963 - Teu cabelo não nega
- 1964 – A Ópera dos Três Vinténs
- 1964 – Como vencer na vida sem fazer força
- 1966 – Se correr o bicho pega, se ficar o bicho come
- 1966 - Onde canta o sabiá
- 1967 – A megera domada
- 1967 - A úlcera de ouro
- 1968 - O barbeiro de Sevilha
- 1968 - Roda viva
- 1969 – A moreninha
- 1970 - A vida escrachada de Joana Martini e Baby Stompanato
- 1971 – A pequena notável
- 1973 – Apareceu a Margarida
- 1974 – Pippin
- 1975 – A feiticeira
- 1975 – Síndica, qual é a tua?
- 1976 – Deus lhe pague (comédie musicale)
- 1977 – O exércício
- 1978 – A menina e o vento (artiste et direction du spectacle)
- 1979 – Pato com laranja
- 1980 - Brasil da censura à abertura
- 1981 – Doce deleite
- 1983 – Adorável Júlia
- 1984 – Brincando em cima daquilo
- 1986 – O mistério de Irma Vap (direction du spectacle)
- 1987 – A estrela Dalva
- 1989 – Elas por ela
- 1991 - Quem matou a baronesa?
- 1992 - Elas por ela
- 1992 – A prima dona
- 1996 – Master Class
- 1997 - Padre Antonio Vieira
- 1998 – Toda nudez será castigada
- 1998 - Ciranda dos homens, carnaval dos animais
- 1999 - Além da linha d'água
- 1999 - Altar do incenso
- 2001 – Vitor ou Vitória
- 2002 - A filha da...
- 2003 – Marília Pêra canta Ari Barroso
- 2004 – Mademoiselle Chanel
- 2005 – Marília Pêra canta Carmen Miranda
- 2006 - Pasárgada! - participation en vidéo
- 2006 - W In Tour 2006 - Era Uma Vez... (direction du spectacle de la chanteuse Wanessa).
- 2007 - Um lobo nada mau (direction du spectacle pour enfant))
- 2008 - Doce Deleite (direction du spectacle)
- 2009 - Gloriosa
- 2013 - Hello, Dolly!

## Voix françaises
- Frédérique Cantrel dans Central do Brasil (1998)